# Caphornia gravida
Caphornia gravida är en fjärilsart som beskrevs av Paul Mabille 1885. Caphornia gravida ingår i släktet Caphornia och familjen nattflyn. Inga underarter finns listade i Catalogue of Life.